# Fredrikstad/Sarpsborg
Fredrikstad es una localidad de la provincia de Østfold en la región de Østlandet, Noruega. A fecha del tercer trimestre de 2019 tenía una población estimada de 82 301 habitantes.
Se encuentra ubicada al sureste del país, cerca de la ribera oriental del fiordo de Oslo y de la frontera con Suecia.